# Víctor Corona
Víctor Corona es un actor nacido en Zacatecas, México. Ha trabajado en telenovelas como Marido en alquiler, Relaciones peligrosas y El fantasma de Elena.

## Telenovelas
- (2015) Bajo el mismo cielo como El Tuercas
- (2014) En otra piel como 'Chucho'
- (2013 - 2014) Marido en alquiler como Manuel Porras
- (2012) Relaciones peligrosas como Pedro Guzmán
- (2011) Una maid en Manhattan como Esteban
- (2010) Aurora como Rodríguez 'Satanás'
- (2010) El fantasma de Elena como Kalima
- (2010) Perro amor como Enrique
- (2008 - 2009) El rostro de Analía como Alfonso 'El Chino' Romero
- (2007) Dame chocolate como Anacleto
- (2006) La viuda de Blanco como Miguel Angarita
- (2006) Olvidarte jamás como Santos
- (2006) Mi vida eres tú como Juanito
- (2006) Las dos caras de Ana como Doctor
- (2005) El cuerpo del deseo como Oficial de Policía

## Series
- (2011) Rpm Miami
- (2006) Seguro y urgente como Marido